# 제4의 전쟁
제4의 전쟁(The Fourth War)은 미국에서 제작된 존 프랑켄하이머 감독의 1990년 드라마 영화이다. 로이 샤이더 등이 주연으로 출연하였고 울프 슈미트 등이 제작에 참여하였다.

## 출연

### 주연
- 로이 샤이더
- 위르겐 프로흐노

### 조연
- 팀 레이드
- 라라 해리스
- 해리 딘 스탠튼
- 데일 다이
- 빌 맥도널드

## 제작진
- 원작자: 스티븐 피터스
- 라인프로듀서: 로버트 L. 로즌
- 미술: 앨런 맨저
- 의상: 레이 서머스